# Yvan Vouillamoz
Yvan Vouillamoz (* 18. Juni 1969 in Le Brassus) ist ein ehemaliger Schweizer Skispringer.

## Werdegang
Vouillamoz gab am 1. Januar 1989 sein Debüt im Skisprung-Weltcup. In Garmisch-Partenkirchen erreichte er den 64. Platz. Auch in den folgenden Springen landete er nur auf den hinteren Plätzen und konnte keinerlei Weltcup-Punkte erreichen. Die Vierschanzentournee 1989/90 beendete er auf dem 54. Platz in der Tournee-Gesamtwertung. Bei der Nordischen Skiweltmeisterschaft 1991 im Val di Fiemme erreichte er von der Normalschanze den 39. und von der Grossschanze den 49. Platz. Im Teamspringen wurde er gemeinsam mit Martin Trunz, Benz Hauswirth und Stephan Zünd am Ende Sechster. Am 12. Januar 1992 konnte er in Predazzo das einzige Mal in seiner Karriere aufs Podium springen und erreichte mit dem Team den 3. Platz. In den folgenden Springen blieb er jedoch erneut erfolglos, so dass er am 13. Dezember 1992 sein letztes Weltcup-Springen sprang und anschliessend seine aktive Skisprungkarriere beendete.

## Erfolge

### Weltcup-Platzierungen
| Saison  | Platz | Punkte |
| ------- | ----- | ------ |
| 1989/90 | 54.   | 411    |